# Alfa Mensae
Alfa Mensae (α Men) – najjaśniejsza gwiazda w gwiazdozbiorze Góry Stołowej, o obserwowanej wielkości gwiazdowej równej zaledwie 5,09m. Jest odległa od Słońca o około 33 lata świetlne.

## Nazwa
Nazwa własna gwiazdy, Hoerikwaggo, pochodzi z języka afrikaans i jest uproszczeniem rdzennej nazwy Góry Stołowej (khoisan: Huriǂoaxa). Międzynarodowa Unia Astronomiczna w 2024 formalnie zatwierdziła użycie nazwy Hoerikwaggo dla określenia tej gwiazdy.

## Charakterystyka
Jest to żółty karzeł podobny do Słońca, należący do typu widmowego G7. Jego temperatura to 5560 K, a jasność to tylko 80% jasności Słońca. Spośród gwiazd noszących oznaczenie Bayera „Alfa” tylko Alfa Centauri B ma mniejszą jasność, ale znajduje się znacznie bliżej Słońca i wydaje się jaśniejsza. Alfa Mensae obraca się wokół osi wolniej niż Słońce, wykonując pełny obrót w 32 dni. Ocenia się, że gwiazda ta ma masę około 93% masy Słońca i wiek około 10 miliardów lat, co jest prawdopodobną przyczyną wolnej rotacji (pole magnetyczne z czasem spowalnia obrót gwiazd tego typu). Istnieją jednak inne oceny masy i wieku gwiazdy, sugerujące że jest ona masywniejsza (1,1 M☉) i młodsza (4–7 mld lat). Obecnie Alfa Mensae oddala się od Słońca, ale około 250 tysięcy lat temu zbliżyła się na odległość 11 lat świetlnych, świecąc na ziemskim niebie z wielkością prawie 2m.
W 2007 roku stwierdzono, że gwiazda ta ma słabego towarzysza, czerwonego karła o typie widmowym M3,5, odległego o 3,05 sekundy kątowej na zachód od Alfa Mensae.